# Superliga de Voleibol Masculina
La Superliga de Voleibol Masculina, massima divisione del campionato spagnolo, è una competizione pallavolistica per squadre di club spagnole maschili, organizzata con cadenza annuale dalla RFEVB.

## Edizioni
| Dal 1964 al 1983 la competizione è denominata Primera División        |                   |                 |               |               |               |               |
| 1964-65 Dettagli                                                      | Picadero          | -               | -             |               |               |               |
| 1965-66 Dettagli                                                      | Picadero          | -               | -             |               |               |               |
| 1966-67 Dettagli                                                      | Hispano Francès   | -               | -             |               |               |               |
| 1967-68 Dettagli                                                      | Hispano Francès   | -               | -             |               |               |               |
| 1968-69 Dettagli                                                      | Atlético Madrid   | -               | -             |               |               |               |
| 1969-70 Dettagli                                                      | Atlético Madrid   | -               | -             |               |               |               |
| 1970-71 Dettagli                                                      | Atlético Madrid   | -               | -             |               |               |               |
| 1971-72 Dettagli                                                      | Real Madrid       | -               | -             |               |               |               |
| 1972-73 Dettagli                                                      | Hispano Francès   | -               | -             |               |               |               |
| 1973-74 Dettagli                                                      | Atlético Madrid   | -               | -             |               |               |               |
| 1974-75 Dettagli                                                      | Atlético Madrid   | -               | -             |               |               |               |
| 1975-76 Dettagli                                                      | Real Madrid       | -               | -             |               |               |               |
| 1976-77 Dettagli                                                      | Real Madrid       | -               | -             |               |               |               |
| 1977-78 Dettagli                                                      | Real Madrid       | -               | -             |               |               |               |
| 1978-79 Dettagli                                                      | Real Madrid       | -               | -             |               |               |               |
| 1979-80 Dettagli                                                      | Real Madrid       | -               | -             |               |               |               |
| 1980-81 Dettagli                                                      | Son Amar          | -               | -             |               |               |               |
| 1981-82 Dettagli                                                      | Son Amar          | -               | -             |               |               |               |
| 1982-83 Dettagli                                                      | Real Madrid       | -               | -             |               |               |               |
| Dal 1983 al 1989 la competizione è denominata División de Honor       |                   |                 |               |               |               |               |
| 1983-84 Dettagli                                                      | Son Amar          | -               | -             |               |               |               |
| 1984-85 Dettagli                                                      | Salesianos Atocha | -               | -             |               |               |               |
| 1985-86 Dettagli                                                      | Son Amar          | -               | -             |               |               |               |
| 1986-87 Dettagli                                                      | Son Amar          | -               | -             |               |               |               |
| 1987-88 Dettagli                                                      | Son Amar          | -               | -             |               |               |               |
| 1988-89 Dettagli                                                      | Son Amar          | -               | -             |               |               |               |
| Dal 1989 la competizione è denominata Superliga de Voleibol Masculina |                   |                 |               |               |               |               |
| 1989-90 Dettagli                                                      | Calvo Sotelo      | Bomberos        | -             |               |               |               |
| 1990-91 Dettagli                                                      | Calvo Sotelo      | Son Amar        | -             |               |               |               |
| 1991-92 Dettagli                                                      | Calvo Sotelo      | Andorra         | -             |               |               |               |
| 1992-93 Dettagli                                                      | Calvo Sotelo      | Almería         | -             |               |               |               |
| 1993-94 Dettagli                                                      | Calvo Sotelo      | Numancia        | -             |               |               |               |
| 1994-95 Dettagli                                                      | Numancia          | Calvo Sotelo    | -             |               |               |               |
| 1995-96 Dettagli                                                      | Numancia          | Calvo Sotelo    | -             |               |               |               |
| 1996-97 Dettagli                                                      | Almería           | Numancia        | -             |               |               |               |
| 1997-98 Dettagli                                                      | Almería           | Calvo Sotelo    | -             |               |               |               |
| 1998-99 Dettagli                                                      | Numancia          | Calvo Sotelo    | -             |               |               |               |
| 1999-00 Dettagli                                                      | Almería           | Numancia        | -             |               |               |               |
| 2000-01 Dettagli                                                      | Almería           | Numancia        | -             |               |               |               |
| 2001-02 Dettagli                                                      | Almería           | Calvo Sotelo    | -             |               |               |               |
| 2002-03 Dettagli                                                      | Almería           | Arona           | -             |               |               |               |
| 2003-04 Dettagli                                                      | Almería           | Numancia        | -             |               |               |               |
| 2004-05 Dettagli                                                      | Almería           | Pòrtol          | -             |               |               |               |
| 2005-06 Dettagli                                                      | Pòrtol            | Numancia        | -             |               |               |               |
| 2006-07 Dettagli                                                      | Pòrtol            | Almería         | -             |               |               |               |
| 2007-08 Dettagli                                                      | Pòrtol            | Almería         | -             |               |               |               |
| 2008-09 Dettagli                                                      | Teruel            | Almería         | -             |               |               |               |
| 2009-10 Dettagli                                                      | Teruel            | Almería         | -             |               |               |               |
| 2010-11 Dettagli                                                      | Teruel            | Almería         | -             |               |               |               |
| 2011-12 Dettagli                                                      | Teruel            | Almería         | -             |               |               |               |
| 2012-13 Dettagli                                                      | Almería           | Teruel          | -             |               |               |               |
| 2013-14 Dettagli                                                      | Teruel            | Almería         | -             |               |               |               |
| 2014-15 Dettagli                                                      | Almería           | Teruel          | -             |               |               |               |
| 2015-16 Dettagli                                                      | Almería           | Teruel          | -             |               |               |               |
| 2016-17 Dettagli                                                      | Palma             | Almería         | -             |               |               |               |
| 2017-18 Dettagli                                                      | Teruel            | Almería         | -             |               |               |               |
| 2018-19 Dettagli                                                      | Teruel            | Almería         | -             |               |               |               |
| 2019-20 Dettagli                                                      | Non assegnata     | Non assegnata   | Non assegnata | Non assegnata | Non assegnata | Non assegnata |
| 2020-21 Dettagli                                                      | Guaguas           | Almería         | -             |               |               |               |
| 2021-22 Dettagli                                                      | Almería           | Melilla         | -             |               |               |               |
| 2022-23 Dettagli                                                      | Guaguas           | Río Duero Soria | -             |               |               |               |
| 2023-24 Dettagli                                                      | Guaguas           | Río Duero Soria | Almería       |               |               |               |

## Palmarès
| Squadra           | Titolo | Edizione                                                                                                   |
| ----------------- | ------ | --- |
| Almería           | 12     | 1996-97, 1997-98, 1999-00, 2000-01, 2001-02, 2002-03, 2003-04, 2004-05, 2012-13, 2014-15, 2015-16, 2021-22 |
| Guaguas           | 8      | 1989-90, 1990-91, 1991-92, 1992-93, 1993-94, 2020-21, 2022-23, 2023-24                                     |
| Real Madrid       | 7      | 1971-72, 1975-76, 1976-77, 1977-78, 1978-79, 1979-80, 1982-83                                              |
| Son Amar          | 7      | 1980-81, 1981-82, 1983-84, 1985-86, 1986-87, 1987-88, 1988-89                                              |
| Teruel            | 7      | 2008-09, 2009-10, 2010-11, 2011-12, 2013-14, 2017-18, 2018-19                                              |
| Atlético Madrid   | 5      | 1968-69, 1969-70, 1970-71, 1973-74, 1974-75                                                                |
| Hispano Francès   | 3      | 1966-67, 1967-68, 1972-73                                                                                  |
| Numancia          | 3      | 1994-95, 1995-96, 1998-99                                                                                  |
| Pòrtol            | 3      | 2005-06, 2006-07, 2007-08                                                                                  |
| Picadero          | 2      | 1964-65, 1965-66                                                                                           |
| Salesianos Atocha | 1      | 1984-85 |
| Palma             | 1      | 2016-17 |